# Tommy Nutter
Tommy Nutter est un styliste britannique de Savile Row. Il connait une forte popularité dans les années 1960 et 1970, entre autres pour avoir habillé les Beatles sur l'album Abbey Road ou avoir conçu la tenue de mariage de John Lennon et Yoko Ono. 

## Biographie
Thomas Albert Nutter nait en 1943 au Pays de Galles puis grandit dans une modeste banlieue nord de Londres à Edgware, puis déménage à Kilburn. Il a un frère, né en 1939, qui deviendra photographe entre autres à New York. 
Il suit des études de plombier au Willesden Technical College (en), puis l'architecture. À 19 ans, il entre à la Tailor and Cutter Academy. Il fait un peu de mannequinat pour John Stephen (en), puis travaille comme vendeur pour les tailleurs traditionnels Donaldson, Williams & Ward, où il apprend le métier, ; il y reste plusieurs années et là, en 1967, il fait la connaissance du tailleur de Savile Row, Edward Sexton (en), qualifié de « surdoué de la coupe ». Tous deux, ils décident de travailler ensemble, d'abord pour une clientèle privée. « Il était une encyclopédie de style masculin classique et correct ». L'époque est terne pour Savile Row : passée de mode, désuète face au Swinging London, la clientèle est en chute et le renouvellement de génération ne se fait plus pour les ouvriers qualifiés et tailleurs.
Il est poussé par Michael Fish à ouvrir sa boutique. En février 1969, au delà de son métier traditionnel de tailleur, Tommy Nutter ouvre au no 35 avec Edward Sexton la boutique « Nutter's of Savile Row », afin de commercialiser ses créations parfois expérimentales et extravagantes, tout en conservant les traditions et le savoir-faire du « sur mesure » : il utilise tissus inhabituels, mélange les matières, cassant les conventions. Il fait « entrer les vêtements classiques » dans la mode des années 1960. Tommy Nutter développe un style personnel qui sera sa marque de fabrique : taille étroite, pantalons élargis en bas, revers de veste extra-larges. Cette ouverture est alors la première nouvelle échoppe sur Savile Row depuis plus d'un siècle. Les rôles sont bien distincts : à Tommy Nutter l'aspect créatif, et à Edward Sexton la coupe, de par sa maitrise du bespoke. Il est soutenu, pour cette ouverture, entre autres par la chanteuse Cilla Black et son mari Bobby Willis (en), ainsi que par Peter Brown (en) le directeur exécutif de Apple Corps.
Yoko Ono et John Lennon lui commandent leurs habits de mariage,. Il habille également diverses stars telles Twiggy, Bianca Jagger adepte de ses tailleurs-pantalons, Mick Jagger, Maurice Gibb, Hardy Amies (en), Eric Clapton, David Bowie ou Elton John, ainsi que parfois leurs petites amies,. Apple Records est proche ; il est le créateur des costumes de trois des quatre Beatles pour la pochette d'Abbey Road ; seul George Harrison souhaite rester en jeans. Malgré le succès rapide de sa boutique,, il reste piètre gestionnaire. Les deux associés se séparent en 1976 dans la douleur, Edward Sexton achetant les parts de « Nutter's of Savile Row » à Tommy Nutter. 
Durant plusieurs années, Tommy Nutter semble vouloir revenir sur le devant de la scène. En 1978, il se lance dans le prêt-à-porter pour Austin Reed (en). Il rebondit au début des années 1980 en ouvrant une nouvelle boutique « Tommy Nutter, Savile Row » dans la rue au no 19, puis en l'exportant au Japon. Il crée les costumes de scène d’Elton John pour sa tournée. Il réalise le costume de Jack Nicholson, le Joker dans Batman en 1989. Il meurt trois ans plus tard au Cromwell Hospital (en) de Londres de complications du Sida. 
Certaines de ses créations sont dans les musées, dont Bath ou Los Angeles et le Fashion and Textile Museum (en) (Musée de la mode et du textile), à Londres, organise une exposition en 2011. Ses marques sont reprises après sa mort par Crombie (en).